# Станча (Требишов)
Станча (слч. Stanča) насељено је мјесто са административним статусом сеоске општине (слч. obec) у округу Требишов, у Кошичком крају, Словачка Република.

## Становништво
| Година:    | 1994. | 2004.   | 2014. | 2024.   |
| ---------- | ----- | ------- | ----- | ------- |
| Број људи: | 425   | 440     | 418   | 421     |
| Разлика:   |       | +3,52 % | -5 %  | +0,71 % |

| Година:    | 2023. | 2024.   |
| ---------- | ----- | ------- |
| Број људи: | 414   | 421     |
| Разлика:   |       | +1,69 % |

Према подацима о броју становника из 2011. године насеље је имало 424 становника.